# سلما (فیلم)
سلما (انگلیسی: Selma) فیلمی تاریخی درام به کارگردانی ایوا دوورنی است که در سال ۲۰۱۴ منتشر شد. این فیلم نامزد دریافت جوایز بهترین فیلم و بهترین کارگردان در جوایز گلدن گلوب و جوایز سال منتقدان شده‌است.
سلما، فیلم مهیج و یک درام تاریخی نیرومند در مورد مبارزه طولانی و خستگی ناپذیر مارتین لوترکینگ برای کسب حقوق شهروندی و از جمله حق رای برای سیاه‌پوستان آمریکا است.

## داستان
در سال ۱۹۶۴، دکتر مارتین لوتر کینگ جونیور از کنفرانس رهبری مسیحی جنوب (SCLC) جایزه صلح نوبل را پذیرفت. چهار دختر سیاه‌پوست حین عبور از پله‌های کلیسای خیابان شانزدهم در بیرمنگام آلاباما با بمبی که توسط کو کلاکس کلان جاسازی شده بود، کشته شدند. آنی لی کوپر برای رای دادن به سلما آلاباما می‌رود اما مأمور ثبت رای که سفیدپوست است، مانع او می‌شود. کنیگ با لیندن بی. جانسون ملاقات می‌کند تا یک قانون فدرال برای حق رای شهروندان سیاه‌پوست وضع شود. اما رئیس‌جمهور می‌گوید که پروژه‌های مهم‌تری دارد.
کنیگ با رالف ابرناتی، اندرو یانگ، جیمز اورنج و دیان نش به سلما سفر می‌کند. جیمز بول و دیگر فعالان SCLC به آن‌ها خوشامد می‌گویند. مدیر FBI جی. ادگار هوور به جانسون می‌گوید که کینگ دردسرساز است و باید در زندگی خانوادگیش مشکل آفرینی کنند. کورتا اسکات کینگ نگران کارهای شوهرش در سلماست. کینگ از ماهالیا جکسون خواننده می‌خواهد با یک آهنگ برای او الهام بخش باشد.
کینگ، دیگر رهبران SCLC و ساکنین سیاه‌پوست سلما به دفتر ثبت می‌روند. بعد از یک رویارویی در مقابل دادگاه، پلیس وارد جمعیت شده و درگیری رخ می‌دهد. کوپر کلانتر جیم کلارک را به زمین می‌زند. این ماجرا باعث دستگیری کوپر، کنیگ و دیگران می‌شود.
فرماندار آلاباما، جورج والاس، علیه این جنبش سخنرانی می‌کند. کورتا با مالکوم اکس ملاقات می‌کند. مالکوم می‌گوید سفیدپوست‌ها را برای اتحاد پیش کینگ می‌برد تا موضع محکم تری بدست آورند. والاس و ال لینگو تصمیم می‌گیرند در شب راهپیمایی در ماریون آلاباما با استفاده از نیروهای ایالتی حمله‌ای انجام دهند. گروهی از معترضان در رستورانی مخفی می‌شوند اما سربازان حمله کرده و به جیمی لی جکسون شلیک می‌کنند. کینگ و بول در سردخانه با کیجر لی (پدربزرگ جکسون) ملاقات می‌کنند. کینگ از او می‌خواهد مردم را به ادامه مبارزه برای حقوقشان هدایت کند. کینگ تماس‌هایی دریافت می‌کند که به رابطه جنسی او با زنی دیگر اشاره می‌کند. این مسئله باعث درگیری او با کورتا می‌شود. کمیته دانشجویی هماهنگی دوری از خشونت (SNCC) او را مورد شماتت قرار می‌دهد.
همان‌طور که راهپیمایی سلما تا مونتگومری در حال آغاز است، کینگ از یانگ می‌خواهد آن را لغو کند اما یانگ مانع می‌شود. معترضان از جمله جان لوویس از SNCC، هوسی ویلیامز از SCLC و املیا بوینتون (فعال سلما) از پل ادموند تپو می‌گذرند و به سربازانی که ماک‌های گاز دارند، نزدیک می‌شوند. وقتی معترضان از فرمان سربازان اطاعت نمی‌کنند، با باتون، اسب، گاز اشک آور و دیگر سلاح‌ها مورد حمله قرار می‌گیرند. لوویس و بوینتون بشدت مجروح می‌شوند. همان‌طور که زخمی‌ها در کلیسای براون مورد مداوا قرار می‌گیرند، این حمله از تلویزیون ملی نشان داده می‌شود.
نماینده جنبش، فرد گری از قاضی فدرال فرانک مینیس جانسون می‌خواهد به راهپیمایی اجازه پیشروی دهد. رئیس‌جمهور جانسون می‌خواهد کینگ و والاس فعالیت‌هایشان را متوقف سازند و از طریق جان دور سعی می‌کند کینگ را قانع کند. امریکایی‌های سفیدپوست از جمله ویولا لوییزو و جیمز ریب به راه‌پیمایی دوم می‌پیوندند. دوباره معترضان از پل رد شده و سربازان ایالتی را می‌بینند اما این بار از آن‌ها رد می‌شوند. کینگ، بعد از مناجات، برمی گردد و گروه را دور می‌کند و دوباره مورد شماتت فعالان SNCC قرار می‌گیرد. آن روز عصر، عده‌ای سفیدپوست در خیابانی در سلما بشدت ریب را کتک می‌زنند.
قاضی جانسون مجوز راهپیمایی را صادر می‌کند. رئیس‌جمهور جانسون قبل از جلسه مشترک کنگره درخواست لایحه‌ای برای حذف محدودیت رای‌گیری را اعلام می‌دارد و شجاعت فعالان را تحسین می‌کند. راهپیمایی در بزرگراه مونتگومری برگزار می‌شود و زمانی که معترضان به مونتگومری می‌رسند، کینگ روی پله‌های کاپیتول ایالت سخنرانی ای ایراد می‌کند.

## بازیگران
- دیوید اویلو در نقش مارتین لوتر کینگ جونیور
- تام ویلکینسون در نقش لیندون بی. جانسون
- تیم راث در نقش جرج والاس
- کامن در نقش جیمز بول
- کارمن اجوجو در نقش کورتا اسکات کینگ
- اپرا وینفری در نقش آنی لی کوپر
- کوبا گودینگ جونیور در نقش فرد گری
- جووانی ریبیسی در نقش لی سی. وایت
- آلساندرو نیوولا در نقش جان دوآر
- تسا تامپسون در نقش دیان نش
- استفان جیمز در نقش جان لویس
- دیلن بیکر در نقش جی. ادگار هوور
- نایجل تاتچ در نقش مالکوم ایکس
- مارتین شین در نقش فرانک مینیس جانسون
- نیسی نش در نقش ریچی جین جکسون